# واکنش پاترنو–بوچی

شمای کلی از یک نمونه واکنش پاترنو–بوچی بین یک کتون و یک آلکن

واکنش پاترنو–بوچی (به انگلیسی: Paternò–Büchi reaction) یک نام واکنش در شیمی آلی و از نوع فتوشیمیایی است که طی آن یک حلقه‌یاوگزتان چهار اتمی از واکنش بین یک آلکن و گروه عاملی کربونیل تشکیل می‌شود. این واکنش به افتخار دو شیمیدان به نام‌های امانوئل پاترنو و جرج بوچی نامگذاری شده‌است.